# 菊池市立菊池北中学校
菊池市立菊池北中学校（きくちしりつ きくちきたちゅうがっこう）は、熊本県菊池市隈府にある公立中学校。通称は「きたちゅう」。

## 沿革
- 1949年（昭和24年）4月 - 隈府町立隈府中学校、組合立迫竜中学校創立
- 1950年（昭和25年）4月 - 迫竜中学校から分離し迫間中学校、竜門中学校創立
- 1956年（昭和31年）9月1日 - 菊池町立隈府中学校、菊池町立迫間中学校、菊池町立竜門中学校と改称
- 1958年（昭和33年）8月1日 - 菊池市立隈府中学校、菊池市立迫間中学校、菊池市立竜門中学校と改称
- 1968年（昭和43年）4月 - 統合し菊池市立菊池北中学校となる。旧竜門中学校を立門分校とする。
- 1970年（昭和45年）4月 - 菊池市立菊池東中学校、立門分校を分離
- 2000年（平成12年）3月 - 菊池東中学校を統合

## 部活動
- 陸上部
- 吹奏楽部
- バドミントン部
- 剣道部
- テニス部
- 野球部
- 水泳部
- 弓道部
- バレー部

## 学校周辺
- 国道387号
- 大分県道・熊本県道133号鯛生菊池線